# Río Antigua
Le Río Antigua, également appelé Río Los Pescados sur une partie de son cours, est un fleuve mexicain s'écoulant d'ouest en est dans l'État de Veracruz. Il a pour principaux affluents les rivières Río Jalcomulco et Río Santa María. Son bassin versant couvre une superficie de 2326 km2. Il se jette dans le golfe du Mexique. Dans son cours supérieur, le lit du fleuve comprend des matériaux volcaniques, tandis que dans sa partie médiane, le lit repose sur des matériaux calcaires. Au sein de son bassin versant se trouve le volcan Cofre de Perote, qui se situe à ses sources, dans la cordillère Néovolcanique, ainsi que son parc naturel.

## Géographie
Le fleuve Río Antigua se forme à la confluence des rivières Río Huitzilapan au nord et Río Tlilapa au sud, qui toutes deux prennent leurs sources dans le massif de la Sierra Madre orientale, dans l'État de Puebla. Leur confluence s'effectue dans l'État de Veracruz, non loin de sa limite avec celui de Puebla. Plusieurs des rivières tributaires du Río Antigua prennent leurs sources sur les pentes du volcan Cofre de Perote.

## Histoire
Avant la conquête espagnole, le fleuve se nommait Huitzilapan en langue nahuatl. Au XVIe siècle, son embouchure a abrité la ville de Villa Rica, premier noyau urbain de Veracruz avant son déplacement sur le site actuel. Ce premier noyau urbain se nomme aujourd'hui La Antigua (dans la municipalité de La Antigua), dont le fleuve tire son nom.